# Хвасон-12
Хвасон-12 (хангиль《화성-12》형 або 《화성포-12》형 ; ханча: 火星 12型; латиніз. Hwasong-12); KN-17 за класифікацією НАТО) — північно-корейська мобільна балістична ракета середньої дальності. Вперше представлена широкій спільноті 14 квітня 2017 року під час військового параду на честь Дня Сонця (річниця народження Кім Ір Сена.

## Дизайн
Судячи з фотографій запуску 14 травня 2017 року, Хвасон-12 виглядає як одноступенева конструкція, яка використовує один головний двигун і чотири маневрових. Така схема виглядає подібною до випробування двигуна «високої тяги», проведеного в березні 2017 року. Також вона може бути заснована на двигуні, який використовувався на старішій ракеті Хвасон-10, з додаванням ще двох маневрових двигунів.
Початкові оцінки показують, що максимальна дальність Хвасон-12 може становити від 3700 кілометрів з корисним навантаженням 650 кг і 4500 км з корисним навантаженням 500 кг до 6000 км (тобто, вона може підходити під визначення «МБР», що значить ракету з дальністю польоту від 5500 км).
Під час військового параду в квітні 2017 року Хвасон-12 була показана на мобільній пусковій установці від Хвасон-10. Можна припустити, що Хвасон-12 призначалася для заміни Хвасон-10, що мала подібні характеристики, але показала себе ненадійною під час випробувань.

## Перелік випробувань Хвасон-12
- 4 квітня 2017 о 06:12 за Пхеньянським часом[10] з району міста Сінпхо[en] було запущено ракету, яку спочатку помилково прийняли за варіант «Scud»[11]. Ракета подолала 60 км, досягнувши максимальної висоти 189 км, але, як повідомляється, «почала крутитися», і політ було припинено[12].
- 15 квітня 2017 о 05:51 за Пхеньянським часом[13] з району міста Сінпхо було запущено ракету, яку спочатку помилково прийняли за варіант «Scud»[14]. Через 4,5 секунд після запуску вона вибухнула[14].
- 28 квітня 2017 о 05:33 за Пхеньянським часом[15] з округу Пукчхан[en] (39°30′27″ пн. ш. 125°57′52″ сх. д. / 39.5076° пн. ш. 125.9645° сх. д.) було запущено ракету, яка пролетіла 40 кілометрів, перш ніж вибухнути [16].
- 14 травня 2017 о 04:58 за Пхеньянським часом[17] з району міста Кусон[en] було по підвищеній траєкторії запущено ракету, яка, досягнувши висоти 2111,5 км, подолала 787 км і впала у Японське море.
- 29 серпня 2017 о 05:28 за Пхеньянським часом[18][19] з району аеропорту Сунан запущено ракету по нормальній траєкторії. Досягнувши висоти 550 км, вона пролетіла над японським островом Хоккайдо і за 1180 км на схід від нього впала в океан, подолавши загальну відстань 2700 км.
- 15 вересня 2017 о 06:27 за Пхеньянським часом[20][21] з району аеропорту Сунан запущено ракету по нормальній траєкторії. Досягнувши висоти 770 км, вона пролетіла над Хоккайдо і за 2200 км на схід нього впала в океан, подолавши загальну відстань 3700 км. Станом на дату запуску ця траєкторія стала найдовшою для північно-корейських ракет.
- 30 січня 2022 о 07:52 за Пхеньянським часом з провінції Чаган було запущено ракету по підвищеній траєкторії. Досягнувши висоти 2000 км, вона подолала 800 км і впала у Японське море.
- 4 жовтня 2022 о 07:23 за Пхеньянським часом[22][23] з провінції Чаган було запущено ракету, яка досягла висоти 970 км і, подолавши 4500 км, впала у Тихому океані на схід від Японії. Судячи з фотографії, ракета мала відрізнялася формою, конфігурацією двигуна і, можливо, коротшим носовим конусом та трохи довшим другим ступенем. З огляду на це невідомо, чи була це якась нова балістична ракета, чи модифікована Хвасон-12[24]. Крім того, ця версія продемонструвала здатність доставляти майже на 20 % більше корисного навантаження, ніж попередні Хвасон-12[25].